# Комсомольский (Новосибирская область)
Комсомо́льский — посёлок в Куйбышевском районе Новосибирской области. Административный центр Куйбышевского сельсовета.

## География
Площадь посёлка — 78 гектаров.

## История
В 1968 году указом Президиума Верховного Совета РСФСР посёлок фермы № 2 Куйбышевского птицесовхоза переименован в Комсомольский.

## Население
| 2002 | 2007 | 2010 |
| ---- | ---- | ---- |
| 226  | ↗240 | ↘195 |

## Инфраструктура
В посёлке по данным на 2007 год функционируют 1 учреждение здравоохранения и 1 учреждение образования.